# آرنه هاريس
آرنه هاريس (بالإنجليزية: Arne Harris)‏ هو مخرج أمريكي، ولد في 22 مايو 1934، وتوفي في 6 أكتوبر 2001.